# Parauchenoglanis pantherinus
Parauchenoglanis pantherinus és una espècie de peix de la família dels auquenoglanídids i de l'ordre dels siluriformes.

## Morfologia
- Els mascles poden assolir 11,2 cm de longitud total.[5][6]

## Hàbitat
És un peix d'aigua dolça i de clima tropical.

## Distribució geogràfica
Es troba a Àfrica: riu Ntem al Camerun i riu Bono a la Guinea Equatorial.